# 岸本裕紀子
岸本 裕紀子（きしもと ゆきこ、1953年 - ）は、日本のエッセイスト。

## 来歴
東京都生まれ。慶應義塾大学法学部卒業。集英社『Non-no』編集部に勤務。
その後渡米し、1984年から1989年にかけてニューヨークに滞在。ニューヨーク大学行政大学院修士課程修了。

## 著書
- 『ニューヨークでお買い物』朝日新聞社　1990
- 『13人のセカンド・トライ 私たちの留学サクセス物語』徳間書店　1991
- 『ダンナの悪口』朝日新聞社　1993
- 『ニューヨーク流理想の王子さまのさがし方』徳間書店　1993　「いつか王子さまが」講談社文庫
- 『モテる女たち 恋も仕事も私らしく』広済堂出版　1994　のち講談社文庫
- 『たしかな自分が欲しいあなたに』大和書房　1996　「もっと、モテる女たち」講談社文庫
- 『ときめきの美女たち』広済堂出版　1996
- 『日本の母』廣済堂出版　1998
- 『13人の危ない男たち　仕事・恋愛・熱き心を語る』1999　小学館文庫
- 『30代は女のベスト・シーズン!』扶桑社　2000　のちヴィレッジブックス
- 『女ざかりのプライド 35歳からのあなたを思い通りに楽しむヒント』PHP研究所　2001　「幸せになるための「女ざかり」入門」文庫
- 『「だれかいい人いない?」といっているあなたへ』講談社　2001　「あなたの恋はうまくいく」PHP文庫
- 『「私には、もっと違う生き方があるはず…」と思ったとき読む本 運を逃さない転機のつかみ方』青春出版社　2003　『30代からのリ・スタート 今よりもっと輝く私に変わるために』ヴィレッジブックス+
- 『チャンスが訪れる女性の50の習慣』すばる舎　2004
- 『小さなことから自分を変える!』ソニー・マガジンズ　2006　ヴィレッジブックス+
- 『ヒラリーとライス アメリカを動かす女たちの素顔』2006　PHP新書
- 『なぜ若者は「半径1m以内」で生活したがるのか?』2007　講談社+α新書
- 『美女の極意』ヴィレッジブックス 2007
- 『女ともだち 生まれるとき、育つとき、壊れるとき』アスペクト　2008
- 『オバマのすごさ やるべきことは全てやる!』2009　PHP新書

## 参考
- オバマのすごさ―やるべきことは全てやる! - 紀伊国屋書店BookWeb